# Romana Skatulska
Romana Skatulska-Krawczyk (ur. 30 sierpnia 1935 w Warszawie) – polska spadochroniarka, instruktor spadochronowy, zawodniczka Aeroklubu Warszawskiego, reprezentantka Polski w spadochroniarstwie, pilot samolotowy.

## Działalność sportowa
Działalność sportową Romany Skatulskiej podano za: Kalendarium Aeroklubu Warszawskiego [online], 2002, s. 18–20, 58 [zarchiwizowane z adresu 2019-04-18] (pol.).
Skakanie ze spadochronem rozpoczęła w 1953. Członek spadochronowej kadry narodowej. Pierwsza spadochronowa mistrzyni Polski (1956), wicemistrzyni (1957). 16 marca 1957 wraz z Marią Wojtkowską jako pierwsze kobiety w kraju otrzymały tytuły mistrzyń sportu w spadochroniarstwie. Ustanowiła dziewięć rekordów Polski, z których dwa uznane zostały za rekordy świata. Startowała w wielu zawodach, uczestniczyła w ustanawianiu kobiecych rekordów grupowych na celność lądowania i z dużych wysokości.
Instruktor Romana Skatulska wyszkoliła wielu skoczków spadochronowych. Ponadto uczestniczyła w wielu pokazach lotniczych np. 8 września 1957 na lotnisku Warszawa-Babice, podczas Święta Lotnictwa Polskiego wraz z Antoniną Chmielarczyk i Ryszardem Kosiną, wykonali skok z wysokości 1300 m z opóźnieniem 15 s.
11 lutego 2023 podczas uroczystej gali plebiscytu sportów lotniczych CUMULUSY 2022 w Warszawie, Romana Skatulska-Krawczyk została wyróżniona w kategorii: Złoty Cumulus z diamentem.

### Osiągnięcia sportowe
Osiągnięcia sportowe Romany Skatulskiej podano za: Lidia Kosk: Wyniki Spadochronowych Mistrzostw Polski – konkurencje klasyczne, lata 1954–2012. 1954. (pol.).
- 1955 – 23 sierpnia pobiła spadochronowy rekord krajowy[1].
- 1955 – 10 września wykonała skok z wysokości 1000 m na celność lądowania z opóźnionym otwarciem spadochronu, ustanawiając spadochronowy rekord świata.
- 1955 – 12 października wraz z Jerzym Koss[b] ustanowili rekordy świata w spadochroniarstwie.
- 1956 – 13 czerwca ze skoczkami Aeroklubu Warszawskiego: Jerzym Koss i Stefanem Zmysłowskim, ustanowili trzy rekordy świata w grupowych skokach na celność lądowania z wysokości 600 m, z natychmiastowym i opóźnionym otwarciem spadochronów w nocy.
- 1956 – 9–21 września III Spadochronowe Mistrzostwa Polski, Kraków. Klasyfikacja kobiet: I miejsce – Romana Skatulska (Aeroklub Warszawski). Klasyfikacja zespołowa: I miejsce – Aeroklub Warszawski.
- 1957 – 4–16 sierpnia IV Spadochronowe Mistrzostwa Polski, Strzebielino. Klasyfikacja kobiet: II miejsce – Romana Skatulska (Aeroklub Warszawski).
- 1958 – 13 czerwca wraz z Witoldem Traczem ustanowili 2 rekordy z wysokości 8170 m[1].
- 1958 – 9 października wraz z Marią Wojtkowską i Elżbietą Makos ustanowiła rekord świata w skoku grupowym z samolotu CSS-12, z natychmiastowym otwarciem spadochronu, z wysokości 8290 m.
- 1961 – 5 września ustanowiła krajowy rekord spadochronowy z 600 m[1].

## Galeria

Romana Skatulska-Krawczyk
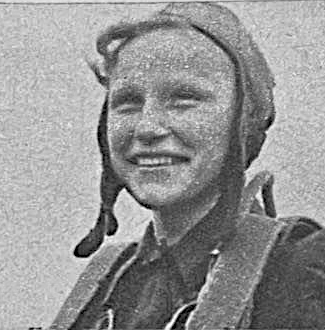
Romana Skatulska (1956)
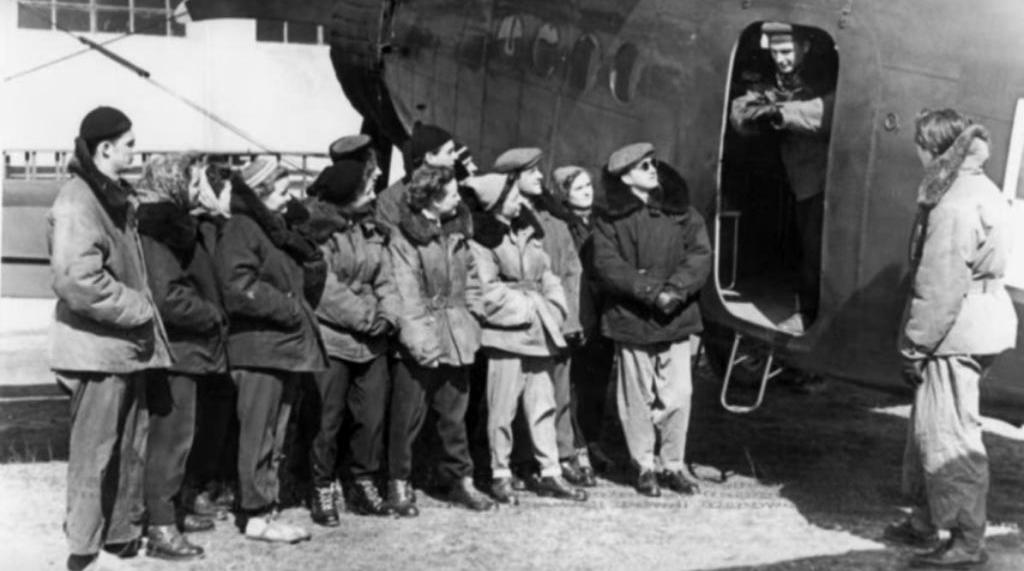
Spadochronowa Kadra Narodowa. Od lewej: Jerzy Kowalczuk, nn, Aleksandra Wojtkowiak, Maria Wojtkowska, Romana Skatulska, Wanda Brzyska, Bolesław Gargała, Antonina Chmielarczyk, Stefan Zmysłowski. Po prawej Paweł Lipowczan (1957)
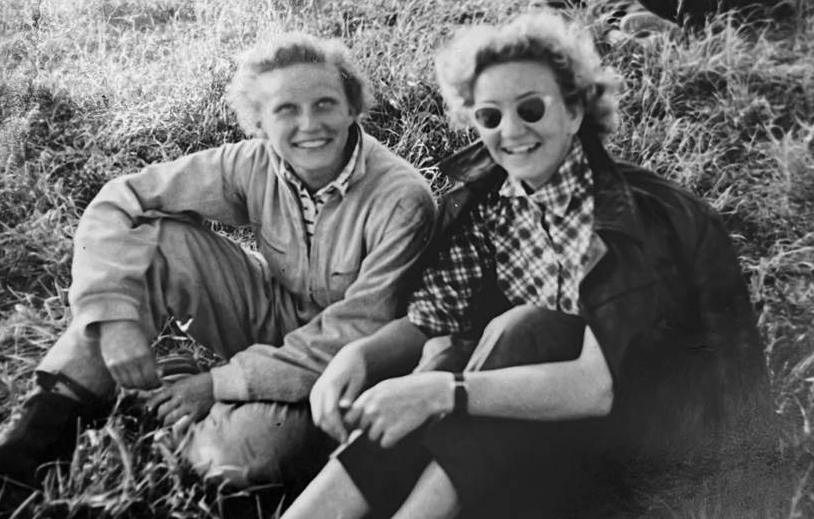
Od lewej: 1. Romana Skatulska (w kombinezonie), 2. Elżbieta Pogorzelska – instruktor pilot (wywożąca skoczków), prawdopodobnie podczas przerwy w skokach spadochronowych na lotnisku Gocław (1953-1959)
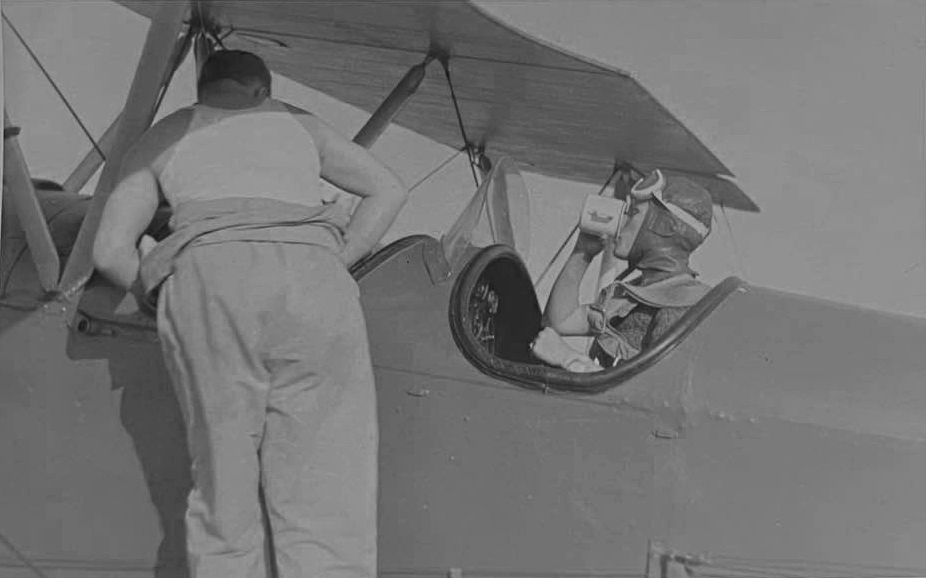
Romana Skatulska-Krawczyk jako pilot CSS-13. Tyłem stoi Witold Tracz i szykuje ucznia-skoczka do skoku (1960-1969)